# Liste des gares de Meurthe-et-Moselle
La liste des gares de Meurthe-et-Moselle, est une liste des gares ferroviaires, haltes ou arrêts, situées dans le département de Meurthe-et-Moselle, en région Grand-Est.

## Gares ferroviaires des lignes du réseau national
| Nom                           | Type de gare | Ligne(s) et PK                           | Date d'ouverture   | Date de fermeture voyageurs | Date de fermeture marchandises | Altitude | Code UIC    | Code TR3A | Coordonnées                 | Dép. | Image | Remarques |
| ----------------------------- | ------------ | ---------------------------------------- | ------------------ | --------------------------- | ------------------------------ | -------- | ----------- | --------- | --------------------------- | ---- | ----- | --- |
| Barisey-la-Côte               | Gare         | 032 : 94,938 041 : 0,000                 | 1er juin 1889      | Entre 1971 et 1975          |                                | 279 m    | 87141754    | BLC       | 48° 32′ 04″ N, 5° 50′ 27″ E | 54   |       | |
| Barisey-la-Côte               | Halte        |                                          | 31 décembre 1881   | 1er juin 1889               | Jamais ouverte                 | 279 m    |             |           | 48° 32′ 28″ N, 5° 50′ 45″ E | 54   |       | Halte sur le tracé originel de la ligne de Toul à Colombey-les-Belles. |
| Bagneux Allain                | Halte        | 032 :                                    | 31 décembre 1881   | Entre 1969 et 1971          | Jamais ouverte                 | 266 m    |             |           | 48° 33′ 51″ N, 5° 51′ 41″ E | 54   |       | |
| Bulligny Crézilles            | Gare         | 032 : 100,854                            | 31 décembre 1881   | 23 mai 1971                 |                                | 258 m    | 87141739    | BQZ       | 48° 34′ 58″ N, 5° 51′ 39″ E | 54   |       | |
| Blénod-lès-Toul               | Gare         | 032 : 102,848                            | 31 décembre 1881   | 23 mai 1971                 |                                | 256 m    | 87141721    | BOD       | 48° 36′ 00″ N, 5° 50′ 58″ E | 54   |       | |
| Charmes-la-Côte               | Arrêt        | 032 :                                    | 1893               | 23 mai 1971                 | Jamais ouverte                 | 238 m    | 87141713    | CKO       | 48° 37′ 55″ N, 5° 50′ 27″ E | 54   |       | Charmes-la-Côte n°4 (P.N.) |
| Domgermain                    | Gare         | 032 : 108,054                            | 31 décembre 1881   | 23 mai 1971                 |                                | 239 m    | 87141705    | DGA       | 48° 38′ 41″ N, 5° 50′ 10″ E | 54   |       | |
| Choloy                        | Arrêt        | 032 : 110,157                            | 7 octobre 1894     | 23 mai 1971                 | Jamais ouverte                 | 238 m    |             |           | 48° 39′ 52″ N, 5° 50′ 19″ E | 54   |       | Choloy n°1 (P.N.) |
| Toul                          | Gare         | 032 : 113,985 039 : 0,000 070 : 319,378  | 19 juin 1852       | Ouverte                     | Ouverte                        | 221 m    | 87141044    | TL        | 48° 40′ 45″ N, 5° 52′ 49″ E | 54   |       | |
| Chaudeney-sur-Moselle         | Gare         | 039 : 5,012                              | 14 août 1896       |                             |                                | 208 m    |             |           | 48° 38′ 56″ N, 5° 54′ 31″ E | 54   |       | |
| Pierre-la-Treiche             | Halte        | 039 : 7,026                              | 22 septembre 1896  |                             |                                | 214 m    |             |           | 48° 38′ 45″ N, 5° 56′ 05″ E | 54   |       | L'ouverture de l'arrêt de Pierre-la-Treiche est effectivement ultérieur à celui de la ligne. Arrêt transformé en halte en 1909. |
| Villey-le-Sec-en-Haye         | Halte        | 039 : 11,083                             | 14 août 1896       |                             |                                | 216 m    |             |           | 48° 39′ 10″ N, 5° 59′ 15″ E | 54   |       | |
| Maron                         | Gare         | 039 : 17,368                             | 14 août 1896       |                             |                                | 223 m    |             |           | 48° 38′ 13″ N, 6° 02′ 35″ E | 54   |       | |
| Chaligny Neuves-Maisons       | Gare         | 039 : 22,483                             | 14 août 1896       |                             |                                | 220 m    |             |           | 48° 36′ 52″ N, 6° 05′ 51″ E | 54   |       | Ou Chaligny. La gare voisine de Neuves-Maisons se trouve au PK 23,280 de la ligne 039 mais n'est desservie que par la ligne 040. Les trains de voyageurs parcourant la ligne 039 ont leur terminus à Pont-Saint-Vincent. Seuls des trains de fret empruntent la section de Chaligny - Neuves-Maisons à Rosières-aux-Salines. |
| Ville-en-Vermois              | Port-Sec     | 039 : 34,712                             | 15 mai 1933        | Jamais ouverte              |                                | 243 m    | 87111732    | VNV       | 48° 36′ 43″ N, 6° 15′ 28″ E | 54   |       | Ville-en-Vermois se trouve sur la section de Chaligny à Rosières-aux-Salines, qui n'a jamais été ouverte au trafic voyageurs. |
| Rosières-aux-Salines          | Gare         | 039 : 42,919 070 : 370,143               | 12 août 1852       |                             |                                | 211 m    | 87141127    | ROI       | 48° 36′ 20″ N, 6° 21′ 02″ E | 54   |       | |
| Jarville-la-Malgrange         | Halte        | 040 : 0,227 070 : 355,516                | 6 juillet 1873     |                             |                                | 213 m    | 87141010    | JA        | 48° 40′ 11″ N, 6° 12′ 09″ E | 54   |       | Source indirecte, date d'ouverture à confirmer. |
| Houdemont                     | Halte        | 040 : 4,166                              | 18 novembre 1872   |                             |                                | 256 m    | 87141473    | HDT       | 48° 38′ 45″ N, 6° 10′ 47″ E | 54   |       | |
| Ludres                        | Halte        | 040 : 7,155                              | 18 novembre 1872   |                             |                                | 277 m    | 87141481    | LUD       | 48° 37′ 19″ N, 6° 10′ 16″ E | 54   |       | |
| Messein                       | Halte        | 040 : 9,962                              | 18 novembre 1872   |                             |                                | 259 m    | 87141499    | MSJ       | 48° 36′ 46″ N, 6° 08′ 15″ E | 54   |       | |
| Neuves-Maisons                | Halte        | 040 : 12,159                             | 18 novembre 1872   |                             |                                | 223      | 87141507    | NAS       | 48° 36′ 54″ N, 6° 06′ 30″ E | 54   |       | |
| Pont-Saint-Vincent            | Gare         | 040 : 13,751                             | 18 novembre 1872   |                             |                                | 222      | 87141523    | PSV       | 48° 36′ 09″ N, 6° 06′ 11″ E | 54   |       | |
| Bainville                     | Halte        | 040 : 15,643                             | 18 novembre 1872   |                             |                                | 224      | 87141531    | BNK       | 48° 35′ 13″ N, 6° 05′ 57″ E | 54   |       | |
| Xeuilley                      | Halte        | 040 : 17,657                             | Juin 1879,         |                             |                                | 227      | 87141549    | XEU       | 48° 34′ 09″ N, 6° 06′ 07″ E | 54   |       | Dans les dépêches liées à l'accident ferroviaire de Xeuilley, du 5 août 1879, figure la mention « Depuis deux mois seulement, il y a une gare à Xeuilley. » |
| Pierreville                   | Halte        | 040 : 20,613                             | 18 novembre 1872   |                             |                                | 229      | 87141556    | PVE       | 48° 32′ 57″ N, 6° 07′ 26″ E | 54   |       | |
| Pulligny Autrey               | Halte        | 040 : 22,369                             | 18 novembre 1872   |                             |                                | 232      | 87141564    | PUI       | 48° 32′ 09″ N, 6° 08′ 15″ E | 54   |       | |
| Ceintrey                      | Gare         | 040 : 24,728                             | 18 novembre 1872   |                             |                                | 233      | 87141572    | CIT       | 48° 31′ 26″ N, 6° 09′ 27″ E | 54   |       | |
| Clérey Omelmont               | Halte        | 040 : 27,277                             | 18 novembre 1872   |                             |                                | 257      |             |           | 48° 30′ 15″ N, 6° 08′ 27″ E | 54   |       | |
| Tantonville                   | Halte        | 040 : 30,021                             | 18 novembre 1872   |                             |                                | 285      | 87141598    | TVE       | 48° 29′ 02″ N, 6° 07′ 45″ E | 54   |       | |
| Vézelise                      | Gare         | 040 : 32,390                             | 18 novembre 1872   |                             |                                | 304      | 87141606    | VZL       | 48° 28′ 50″ N, 6° 06′ 03″ E | 54   |       | |
| Forcelles-Saint-Gorgon        | Halte        | 040 : 35,576                             | 22 décembre 1879   |                             |                                | 324      |             |           | 48° 27′ 20″ N, 6° 06′ 34″ E | 54   |       | |
| Praye-sous-Vaudémont          | Halte        | 040 : 38,421                             | 22 décembre 1879   |                             |                                | 319      | 87141622    | PYE       | 48° 25′ 58″ N, 6° 06′ 03″ E | 54   |       | |
| Saint-Firmin Housséville      | Halte        | 040 : 41,322                             | 22 décembre 1879   |                             |                                | 293 m    |             |           | 48° 24′ 47″ N, 6° 07′ 28″ E | 54   |       | |
| Diarville                     | Gare         | 040 : 43,027                             | 22 décembre 1879   |                             |                                | 281 m    | 87141648    | DVL       | 48° 23′ 50″ N, 6° 07′ 36″ E | 54   |       | |
| Colombey-les-Belles           | Gare         | 041 : 4,6                                | 31 décembre 1881   |                             |                                | 311 m    | 87141762    | CBB       | 48° 31′ 41″ N, 5° 53′ 31″ E | 54   |       | |
| Favières                      | Gare         | 041 : 15,2                               | 31 décembre 1881   |                             |                                | 345 m    | 87141770    | FAV       | 48° 27′ 49″ N, 5° 56′ 58″ E | 54   |       | |
| Battigny                      | Halte        | 041 : 18,2                               | 30 juin 1883       |                             |                                | 342 m    |             |           | 48° 26′ 55″ N, 5° 58′ 51″ E | 54   |       | |
| Vandeléville                  | Gare         | 041 : 20,3                               | 30 juin 1883       |                             |                                | 336 m    |             |           | 48° 26′ 04″ N, 5° 59′ 49″ E | 54   |       | |
| Fécocourt Eulmont             | Halte        | 041 : 23,8                               | 30 juin 1883       |                             |                                | 317 m    |             |           | 48° 24′ 35″ N, 6° 01′ 13″ E | 54   |       | |
| Pulney Grimonviller           | Gare         | 041 : 26,8                               | 30 juin 1883       |                             |                                | 342 m    |             |           | 48° 23′ 03″ N, 6° 01′ 32″ E | 54   |       | |
| Courcelles                    | Halte        | 041 : 29,6                               | 30 juin 1883       |                             |                                | 321 m    |             |           | 48° 22′ 04″ N, 6° 02′ 18″ E | 54   |       | |
| Fraisnes Blémerey             | Halte        | 041 : 30,6                               | 30 juin 1883       |                             |                                | 314 m    |             |           | 48° 22′ 02″ N, 6° 03′ 11″ E | 54   |       | |
| Blainville Damelevières       | Gare         | 042 : 0,000 070 : 375,464                | 24 juin 1857       |                             |                                | 218 m    | 87141135    | BLV       | 48° 33′ 52″ N, 6° 23′ 12″ E | 54   |       | |
| Blainville-la-Grande          | Halte        | 070 : 376,382                            | 12 août 1852       | 24 juin 1857                |                                | 218 m    |             |           | 48° 33′ 38″ N, 6° 23′ 54″ E | 54   |       | Ancienne halte, avant son déplacement vers l'Ouest dans le cadre de l'ouverture de la ligne d'Épinal. |
| Einvaux                       | Gare         | 042 : 7,482                              | 24 juin 1857       |                             |                                | 287 m    | 87141200    | EIN       | 48° 30′ 13″ N, 6° 23′ 36″ E | 54   |       | |
| Bayon                         | Gare         | 042 : 14,994                             | 24 juin 1857       |                             |                                | 267 m    | 87141218    | BAY       | 48° 28′ 04″ N, 6° 19′ 21″ E | 54   |       | |
| Mont-sur-Meurthe              | Gare         | 065 : 0,000 070 : 380,354                | 28 octobre 1882,   |                             |                                | 222 m    | 87141143    | MMT       | 48° 33′ 36″ N, 6° 27′ 00″ E | 54   |       | |
| Xermaménil Lamath             | Gare         | 065 : 3,328                              | 28 octobre 1882    |                             |                                | 224 m    | 87141226    | XLH       | 48° 31′ 55″ N, 6° 27′ 06″ E | 54   |       | |
| Gerbéviller                   | Gare         | 065 : 9,691                              | 28 octobre 1882    |                             |                                | 253 m    | 87141234    | GVR       | 48° 29′ 31″ N, 6° 30′ 44″ E | 54   |       | |
| Moyen                         | Gare         | 065 : 14,959                             | 28 décembre 1911   |                             |                                | 247 m    | 87141242    | MOW       | 48° 28′ 51″ N, 6° 33′ 48″ E | 54   |       | |
| Vallois                       | Arrêt        | 065 : 17,297                             | 28 décembre 1911   |                             |                                | 242 m    | 87148023    | VOW       | 48° 27′ 30″ N, 6° 33′ 06″ E | 54   |       | |
| Magnières                     | Gare         | 065 : 18,690                             | 28 décembre 1911   |                             |                                | 250 m    | 87141267    | MGI       | 48° 26′ 47″ N, 6° 33′ 25″ E | 54   |       | |
| Lunéville                     | Gare         | 067 : 385,178 070 : 385,178              | 12 août 1852       |                             |                                | 230 m    | 87141150    | LNE       | 48° 35′ 17″ N, 6° 29′ 55″ E | 54   |       | |
| Saint-Clément Laronxe         | Gare         | 067 : 395,821                            | 17 mai 1864        |                             |                                | 251 m    | 87141374    | SCX       | 48° 31′ 52″ N, 6° 36′ 31″ E | 54   |       | |
| Chenevières                   | Halte        | 067 : 398,053                            | 15 octobre 1931    |                             |                                | 256 m    | 87141382    | CKY       | 48° 31′ 10″ N, 6° 37′ 57″ E | 54   |       | |
| Ménil-Flin                    | Halte        | 067 : 400,596                            | 17 mai 1864        |                             |                                | 259 m    | 87141390    | MFN       | 48° 30′ 18″ N, 6° 39′ 33″ E | 54   |       | |
| Azerailles                    | Gare         | 067 : 403,719                            | 17 mai 1864        |                             |                                | 267 m    | 87141408    | AZE       | 48° 29′ 29″ N, 6° 41′ 44″ E | 54   |       | |
| Baccarat                      | Gare         | 067 : 409,472 068 : 409,472              | 17 mai 1864        |                             |                                | 276 m    | 87141416    | BAC       | 48° 27′ 08″ N, 6° 44′ 39″ E | 54   |       | |
| Bertrichamps                  | Halte        | 067 : 414,045                            | 17 mai 1864        |                             |                                | 278 m    | 87141424    | BHZ       | 48° 25′ 41″ N, 6° 47′ 30″ E | 54   |       | |
| Thiaville                     | Halte        | 067 : 416,441                            | 26 décembre 1876   |                             |                                | 284 m    | 87141432    | TIA       | 48° 24′ 50″ N, 6° 48′ 37″ E | 54   |       | |
| Merviller                     | Halte        | 068 :                                    | 30 décembre 1881   |                             |                                | 281 m    |             |           | 48° 28′ 54″ N, 6° 46′ 41″ E | 54   |       | Cf. remarques sur la gare de Badonviller. |
| Merviller Vacqueville         | Gare         | 068 : 414,7                              | 30 décembre 1881   |                             |                                | 270 m    | 87141440    | MVQ       | 48° 29′ 08″ N, 6° 47′ 14″ E | 54   |       | Cf. remarques sur la gare de Badonviller. |
| Vacqueville                   | Halte        | 068 :                                    | 30 décembre 1881   |                             |                                | 269 m    |             |           | 48° 29′ 01″ N, 6° 48′ 52″ E | 54   |       | Cf. remarques sur la gare de Badonviller. |
| Pexonne                       | Gare         | 068 : 420,6                              | 30 décembre 1881   |                             |                                | 293 m    |             |           | 48° 29′ 05″ N, 6° 51′ 50″ E | 54   |       | Cf. remarques sur la gare de Badonviller. |
| Badonviller                   | Gare         | 068 : 423,4                              | 30 décembre 1881   |                             |                                | 317 m    | 87141465    | BDV       | 48° 30′ 10″ N, 6° 53′ 22″ E | 54   |       | L’Officiel du 11 janvier 1882 indique que « Le ministre des travaux publics a autorisé la compagnie des chemins de fer de l’Est à ouvrir à l’exploitation, à partir du 30 décembre 1881, les lignes de Baccarat à Badonviller […] » L’Ami du Peuple du 8 janvier 1882 indique que « En attendant que tous les services soient régulièrement installés sur la nouvelle ligne de Baccarat à Badonviller, le train de Saint-Dié qui quitte Lunéville à 5 h. 25 du soir, prend les voyageurs pour Badonviller, où l’on arrive à 7 h. 40. Nous ferons remarquer que ce service provisoire est… provisoirement fort mal organisé, puisqu’il met les voyageurs dans l’impossibilité d’arriver le matin à Badonviller, d’où, leurs affaires terminées, ils devraient pouvoir revenir le soir. » L’Ami du Peuple du 26 février 1882 indique que « Depuis dimanche [19 février 1882], la ligne de Badonviller est complètement ouverte à la circulation, et la marche des trains est réglée comme suit : […] » (trois allers-retours omnibus desservant, outre les deux stations d'extrémité, deux stations et deux haltes). |
| Igney Avricourt               | Gare         | 069 : 0,0 070 : 409,589                  | 12 août 1852       |                             |                                | 283 m    | 87215103    | IA        | 48° 38′ 48″ N, 6° 48′ 19″ E | 54   |       | |
| Foulcrey                      | Halte        | 069 : 3,5                                | 26 avril 1870      |                             |                                |          |             |           |                             | 54   |       | |
| Gogney                        | Halte        | 069 : 6,36                               | 26 avril 1870      |                             |                                |          |             |           |                             | 54   |       | |
| Blâmont                       | Gare         | 069 : 8,9                                | 26 avril 1870      |                             |                                |          |             |           |                             | 54   |       | |
| Frémonville                   | Halte        | 069 : 12,42                              | 26 avril 1870      |                             |                                |          |             |           |                             | 54   |       | |
| Cirey                         | Gare         | 069 : 17,1                               | 26 avril 1870      |                             |                                |          |             |           |                             | 54   |       | |
| Foug                          | Gare         | 070 : 312,613                            | 19 juin 1852       |                             |                                | 244 m    | 87141036    | FUG       | 48° 40′ 45″ N, 5° 47′ 29″ E | 54   |       | |
| Fontenoy-sur-Moselle          | Gare         | 070 : 328,138                            | 19 juin 1852       |                             |                                | 205 m    | 87141051    | FOB       | 48° 42′ 43″ N, 5° 58′ 50″ E | 54   |       | |
| Liverdun                      | Gare         | 070 : 337,393                            | 19 juin 1852       |                             |                                | 203 m    | 87141069    | LDN       | 48° 44′ 57″ N, 6° 03′ 42″ E | 54   |       | |
| Frouard                       | Gare         | 070 : 344,266 090 :                      | 10 juillet 1850    |                             |                                | 195 m    | 87141077    | FR        | 48° 45′ 20″ N, 6° 08′ 40″ E | 54   |       | |
| Champigneulles                | Gare         | 070 : 347,179 078 : 347,179 097 : 0,000  |                    |                             |                                | 200 m    | 87141085    | CHG       | 48° 44′ 06″ N, 6° 10′ 10″ E | 54   |       | Le Journal des Vosges du 21 juillet 1871 présente les horaires du chemins de fer à la station de Champigneulles. En 1873, mise en relation avec toutes les gares du réseau. 1872, CG54 : On s'occupe de transformer en gare de bifurcation la halte de Champigneulles. |
| Nancy Ville                   | Gare         | 070 : 352,432                            | 10 juillet 1850    |                             |                                | 212 m    | 87141002    | NY        | 48° 41′ 22″ N, 6° 10′ 26″ E | 54   |       | |
| Laneuveville-devant-Nancy     | Halte        | 070 : 357,951                            | 1er février 1890   |                             |                                | 215 m    | 87141093    | LNV       | 48° 39′ 18″ N, 6° 13′ 44″ E | 54   |       | |
| Varangéville Saint-Nicolas    | Gare         | 070 : 365,396                            | 12 août 1852       |                             |                                | 207 m    | 87141101    | VRA       | 48° 38′ 07″ N, 6° 18′ 48″ E | 54   |       | |
| Dombasle-sur-Meurthe          | Halte        | 070 : 368,080                            | 1879-1880          |                             |                                | 211 m    | 87141119    | DBS       | 48° 37′ 23″ N, 6° 20′ 37″ E | 54   |       | |
| Marainviller                  | Gare         | 070 : 392,89                             | 12 août 1852       |                             |                                | 241 m    | 87141168    | MVR       | 48° 35′ 17″ N, 6° 36′ 05″ E | 54   |       | |
| Laneuveville-aux-Bois         | Halte        | 070 : 397,5                              | 26 septembre 1899  |                             |                                | 255 m    | 87148015    | LWB       | 48° 36′ 20″ N, 6° 39′ 33″ E | 54   |       | |
| Emberménil                    | Gare         | 070 : 401,204                            | 12 août 1852       |                             |                                | 268 m    | 87141184    | EMM       | 48° 37′ 11″ N, 6° 42′ 04″ E | 54   |       | |
| Nancy Saint-Georges           | Port-sec     | 078 : 352,494                            | 16 mai 1881        | Jamais ouverte              |                                | 198 m    | 87141028    | NSG       | 48° 41′ 45″ N, 6° 11′ 43″ E | 54   |       | |
| Jeandelize                    | Gare         | 085 : 310,748                            | 7 juin 1873        |                             |                                | 194 m    | 87192708    | JDZ       | 49° 09′ 49″ N, 5° 47′ 18″ E | 54   |       | |
| Conflans Jarny                | Gare         | 085 : 316,942 086 : 316,942 095 : 41,298 | 7 juin 1873        |                             |                                | 191 m    | 87192666    | CJ        | 49° 10′ 00″ N, 5° 52′ 07″ E | 54   |       | |
| Giraumont                     | Arrêt        | 085 : 319,2                              | 1886               |                             |                                | 196 m    |             |           | 49° 10′ 50″ N, 5° 53′ 47″ E | 54   |       | Giraumont n°1 (P.N.) |
| Hatrize                       | Arrêt        | 085 : 321,740                            | 1886               |                             |                                | 198 m    | 87192724    | HZE       | 49° 11′ 37″ N, 5° 54′ 26″ E | 54   |       | Hatrize n°2 (P.N.) |
| Valleroy Moineville           | Gare         | 085 : 324,385 220 : 324,385              | 1er septembre 1879 |                             |                                | 199 m    | 87192732    | VOY       | 49° 12′ 21″ N, 5° 56′ 11″ E | 54   |       | |
| Auboué                        | Halte        | 085 : 327,328                            | 20 juillet 1882    |                             |                                | 194 m    | 87191684    | ABE       | 49° 12′ 59″ N, 5° 58′ 19″ E | 54   |       | |
| Homécourt                     | Gare         | 085 : 329,519                            | 20 juillet 1882    |                             |                                | 194 m    | 87191692    | HOM       | 49° 13′ 06″ N, 5° 59′ 58″ E | 54   |       | Homécourt-Jœuf jusqu'à l'ouverture de la liaison entre Homécourt et Moyeuvre-Grande le 1er octobre 1925. |
| Jœuf                          | Gare         | 085 : 331,111                            | 1er octobre 1925   |                             |                                | 190 m    | 87191700    | JOF       | 49° 13′ 31″ N, 6° 01′ 04″ E | 54   |       | |
| Giraumont Village             | Arrêt        | 086 : 321,0                              | 15 mai 1930        |                             |                                | 223 m    |             |           | 49° 09′ 55″ N, 5° 55′ 19″ E | 54   |       | |
| Batilly                       | Gare         | 086 : 325,4                              | 1er avril 1873     |                             |                                | 267 m    | 87192617    | BTL       | 49° 10′ 02″ N, 5° 58′ 33″ E | 54   |       | |
| Seicheprey                    | Halte        | 089 : 309,6                              | 15 mai 1931        | Jamais ouverte              |                                | 240 m    |             |           | 48° 52′ 12″ N, 5° 46′ 31″ E | 54   |       | |
| Essey-et-Maizerais            | Gare         | 089 : 315,441                            | 15 mai 1931        | Jamais ouverte              |                                | 236 m    | 87192450    | EMZ       | 48° 54′ 56″ N, 5° 49′ 08″ E | 54   |       | |
| Thiaucourt                    | Gare         | 089 : 321,673                            | 22 décembre 1879   |                             |                                | 218 m    | 87192443    | THU       | 48° 57′ 16″ N, 5° 52′ 12″ E | 54   |       | |
| Jaulny                        | Halte        | 089 : 324,460                            | 20 janvier 1882    |                             |                                | 210 m    |             |           | 48° 58′ 05″ N, 5° 52′ 59″ E | 54   |       | |
| Rembercourt                   | Halte        | 089 : 326,3                              |                    |                             |                                | 200 m    |             |           | 48° 59′ 10″ N, 5° 54′ 20″ E | 54   |       | |
| Waville                       | Arrêt        |                                          | 1886               | 15 décembre 1909            |                                | 205 m    |             |           | 49° 00′ 26″ N, 5° 57′ 04″ E | 54   |       | |
| Villecey Waville              | Halte        | 089 : 331,1                              | 15 décembre 1909   |                             |                                | 196 m    |             |           | 49° 00′ 29″ N, 5° 57′ 32″ E | 54   |       | Succède au P.N. de Waville |
| Onville                       | Gare         | 089 : 332,795 095 : 66,022               | 25 août 1877       |                             |                                | 196 m    | 87192435    | ONV       | 49° 00′ 48″ N, 5° 58′ 42″ E | 54   |       | |
| Arnaville                     |              | 089 : 336,301 095 : 70,090               | 25 août 1877       |                             |                                | 183 m    |             |           | 49° 00′ 33″ N, 6° 01′ 59″ E | 54   |       | |
| Pompey                        | Gare         | 090 : 344,777 096 : 0,0                  | Entre 1876 et 1879 |                             |                                | 196 m    | 87141788    | PPE       | 48° 46′ 19″ N, 6° 07′ 49″ E | 54   |       | Création de la station de Pompey par décret du 26 janvier 1876. Le 2 août 1879, elle est desservie. |
| Marbache                      | Gare         | 090 : 348,753                            | 10 juillet 1850    |                             |                                | 189 m    | 87141796    | MAH       | 48° 48′ 04″ N, 6° 06′ 34″ E | 54   |       | |
| Belleville                    | Halte        | 090 : 351,572                            | 12 mai 1884        |                             |                                | 189 m    | 87141804    | BEE       | 48° 49′ 10″ N, 6° 06′ 07″ E | 54   |       | |
| Dieulouard                    | Gare         | 090 : 355,400                            | 10 juillet 1850    |                             |                                | 186 m    | 87141812    | DID       | 48° 50′ 36″ N, 6° 04′ 19″ E | 54   |       | |
| Pont-à-Mousson                | Gare         | 090 : 362,086                            | 10 juillet 1850    |                             |                                | 182 m    | 87141820    | PAM       | 48° 54′ 01″ N, 6° 03′ 02″ E | 54   |       | |
| Vandières                     | Halte        | 090 : 368,117                            | 2 août 1879,       |                             |                                | 180 m    | 87192476    | VNU       | 48° 57′ 16″ N, 6° 02′ 18″ E | 54   |       | en juin 1879, la halte est toujours en projet. Le 2 août, elle est desservie. |
| Pagny-sur-Moselle             | Gare         | 090 : 371,872 095 : 73,349               | 10 juillet 1850    |                             |                                | 181 m    | 87192468    | PMO       | 48° 59′ 07″ N, 6° 01′ 32″ E | 54   |       | |
| Longuyon                      | Gare         | 095 : 0,000 202 : 228,039 204 : 228,039  | 1er août 1862      |                             |                                | 218 m    | 87194274    | LGN       | 49° 26′ 39″ N, 5° 36′ 17″ E | 54   |       | |
| Gondrecourt-Aix               | Gare         | 095 : 28,968                             | 10 décembre 1877   |                             |                                | 253 m    | 87192872    | GOX       | 49° 14′ 28″ N, 5° 45′ 47″ E | 54   |       | |
| Fiquelmont                    | Halte        | 095 : 34,856                             | 10 décembre 1877   |                             |                                | 231 m    |             |           | 49° 12′ 40″ N, 5° 49′ 28″ E | 54   |       | |
| Droitaumont                   | Halte        | 095 : 45,185                             | 29 mars 1909       |                             |                                | 209 m    |             |           | 49° 08′ 33″ N, 5° 53′ 06″ E | 54   |       | |
| Mars-la-Tour                  | Gare         | 095 : 50,879                             | 25 août 1877       |                             |                                | 239 m    | 87192682    | MLT       | 49° 05′ 51″ N, 5° 52′ 53″ E | 54   |       | |
| Chambley                      | Gare         | 095 : 56,303                             | 25 août 1877       |                             |                                | 258 m    | 87192690    | CMW       | 49° 03′ 08″ N, 5° 53′ 46″ E | 54   |       | |
| Custines                      | Gare         | 096 : 2,3                                | 23 septembre 1883  |                             |                                | 198 m    |             |           | 48° 47′ 23″ N, 6° 08′ 38″ E | 54   |       | |
| Malleloy                      | Halte        | 096 : 3,7                                | 23 septembre 1883  |                             |                                | 212 m    |             |           | 48° 47′ 34″ N, 6° 09′ 48″ E | 54   |       | |
| Faulx                         | Gare         | 096 : 6,3                                | 23 septembre 1883  |                             |                                | 238 m    |             |           | 48° 47′ 22″ N, 6° 11′ 52″ E | 54   |       | |
| Montenoy                      | Halte        | 096 : 9,3                                | 23 septembre 1883  |                             |                                | 270 m    |             |           | 48° 47′ 33″ N, 6° 13′ 51″ E | 54   |       | |
| Leyr                          | Gare         | 096 : 12,0                               | 23 septembre 1883  |                             |                                | 250 m    |             |           | 48° 48′ 35″ N, 6° 15′ 38″ E | 54   |       | |
| Moivrons                      | Gare         | 096 : 13,8                               | 23 septembre 1883  |                             |                                | 235 m    |             |           | 48° 49′ 25″ N, 6° 15′ 20″ E | 54   |       | |
| Jeandelaincourt               | Halte        | 096 : 16,1                               | 23 septembre 1883  |                             |                                | 229 m    |             |           | 48° 50′ 37″ N, 6° 15′ 05″ E | 54   |       | |
| Nomeny                        | Gare         | 096 : 21,9                               | 23 septembre 1883  |                             |                                | 185 m    | 87141846    | NNY       | 48° 53′ 13″ N, 6° 13′ 41″ E | 54   |       | |
| Lay-Saint-Christophe          | Halte        | 097 : 3,450                              | 21 juin 1873       |                             |                                | 202 m    |             |           | 48° 44′ 47″ N, 6° 12′ 06″ E | 54   |       | |
| Eulmont Agincourt             | Gare         | 097 : 6,3                                | 21 juin 1873       |                             |                                | 212 m    |             |           | 48° 44′ 27″ N, 6° 14′ 14″ E | 54   |       | |
| Laître-sous-Amance            | Halte        | 097 : 10,1                               | 21 juin 1873       |                             |                                | 217 m    |             |           | 48° 44′ 32″ N, 6° 17′ 08″ E | 54   |       | |
| La Bouzule Champenoux         | Halte        | 097 : 12,36                              | 21 juin 1873       |                             |                                | 226 m    |             |           | 48° 44′ 29″ N, 6° 18′ 57″ E | 54   |       | |
| Brin                          | Gare         | 097 : 17,68                              | 21 juin 1873       |                             |                                | 202 m    |             |           | 48° 46′ 31″ N, 6° 21′ 57″ E | 54   |       | |
| Moncel                        | Gare         | 097 : 21,62                              | 21 juin 1873       |                             |                                | 201 m    |             |           | 48° 46′ 31″ N, 6° 24′ 41″ E | 54   |       | Conçue comme une halte dans les documents d'avant-projet, la gare de Moncel est devenue gare-frontière à la suite de la défaite de 1870. |
| Hussigny Godbrange            | Gare         | 196 : 8,8 203 : 253,780                  | 13 avril 1878      |                             |                                | 346 m    | 87194522    | HU        | 49° 29′ 57″ N, 5° 52′ 01″ E | 54   |       | |
| Viviers-sur-Chiers            | Arrêt        | 202 : 231,541                            | 6 janvier 1895     |                             |                                | 224 m    | 87194498    | VHE       | 49° 28′ 08″ N, 5° 38′ 00″ E | 54   |       | |
| La Roche-sous-Montigny        | Halte        | 202 : 233,719                            | 8 décembre 1888    |                             |                                | 230 m    |             |           | 49° 28′ 30″ N, 5° 39′ 37″ E | 54   |       | |
| Cons-la-Grandville            | Gare         | 202 : 237,888                            | 3 septembre 1863   |                             |                                | 248 m    | 87194456    | CGV       | 49° 29′ 15″ N, 5° 42′ 30″ E | 54   |       | |
| Réhon                         | Halte        | 202 : 242,089                            | 25 août 1877       |                             |                                | 252 m    | 87194449    | RON       | 49° 30′ 04″ N, 5° 45′ 15″ E | 54   |       | La rédaction de l'article permettant d'obtenir la date d'ouverture est ambiguë, mais la date est proche de celle indiquée. |
| Longwy                        | Gare         | 202 : 243,859 203 : 243,859              | 12 février 1863    |                             |                                | 254 m    | 87194001    | LWY       | 49° 30′ 48″ N, 5° 46′ 10″ E | 54   |       | |
| Mont-Saint-Martin             | Gare         | 202 : 246,611                            | 12 février 1863    |                             |                                | 264 m    | 87194407    | MSM       | 49° 32′ 02″ N, 5° 47′ 06″ E | 54   |       | |
| Saulnes                       | Gare         | 203 : 248,810                            | 13 avril 1878      |                             |                                | 286 m    | 87194506    | SNS       | 49° 31′ 54″ N, 5° 49′ 43″ E | 54   |       | |
| Villerupt Micheville          | Gare         | 203 : 261,110 220 : 367,8                | 13 avril 1878      |                             |                                | 355 m    | 87194605    | VPT       | 49° 28′ 21″ N, 5° 55′ 33″ E | 54   |       | |
| Charency-Vezin                | Gare         | 204 : 219,255                            | 1er août 1862      |                             |                                | 192 m    | 87194258    | CHZ       | 49° 28′ 57″ N, 5° 30′ 52″ E | 54   |       | |
| Pierrepont                    | Gare         | 204 : 236,989                            | 1er août 1862      |                             |                                | 242 m    | 87194316    | PIR       | 49° 25′ 00″ N, 5° 42′ 27″ E | 54   |       | |
| Mercy-le-Bas Mainbottel       | Halte        | 204 : 241,129                            | 20 novembre 1881   |                             |                                | 264 m    | 87194332    | MCY       | 49° 23′ 50″ N, 5° 44′ 57″ E | 54   |       | Halte dite du Gué-des-Arches avant son ouverture. |
| Joppécourt Fillières          | Gare         | 204 : 245,602                            | 25 avril 1863      |                             |                                | 271 m    | 87 194 34-0 | JOP       | 49° 23′ 38″ N, 5° 48′ 47″ E | 54   |       | |
| Audun-le-Roman                | Gare         | 204 : 252,905 218 : 21,783 220 : 347,9   | 25 avril 1863      |                             |                                | 336 m    | 87 194 35-7 | ALR       | 49° 21′ 59″ N, 5° 53′ 37″ E | 54   |       | |
| Joudreville                   | Halte        | 218 : 7,748                              | 25 janvier 1907    |                             |                                | 301 m    | 87 192 82-3 | JOU       | 49° 18′ 01″ N, 5° 46′ 34″ E | 54   |       | |
| Piennes                       | Gare         | 218 : 8,809                              | 1er décembre 1929  |                             |                                | 305 m    | 87 192 83-1 | PI        | 49° 18′ 32″ N, 5° 47′ 09″ E | 54   |       | Ouverte seulement au fret de 1907 à 1929. |
| Landres                       | Gare         | 218 : 11,705                             | 1er décembre 1907, |                             |                                | 320 m    | 87 192 84-9 | LDL       | 49° 19′ 29″ N, 5° 48′ 29″ E | 54   |       | |
| Anderny                       | Halte        | 218 : 17,1                               | 1er décembre 1907, |                             |                                | 326 m    |             |           | 49° 20′ 28″ N, 5° 52′ 39″ E | 54   |       | |
| Barrière de Moutiers          | Arrêt        | 220 : ?                                  | 1886               | Décembre 1907               |                                |          |             |           |                             | 54   |       | En décembre 1907, la halte de Moutiers remplace le point d'arrêt de la barrière de Moutiers. |
| Moutiers                      | Halte        | 220 : 328,2                              | Décembre 1907      |                             |                                | 216 m    | 87 192 76-5 | MTS       | 49° 14′ 00″ N, 5° 57′ 49″ E | 54   |       | En décembre 1907, la halte de Moutiers remplace le point d'arrêt de la barrière de Moutiers. |
| Briey                         | Gare         | 220 : 330,5                              | 1er septembre 1879 |                             |                                | 207 m    | 87 192 77-2 | BRY       | 49° 14′ 31″ N, 5° 56′ 39″ E | 54   |       | |
| Mance                         | Halte        | 220 : 334,1                              | 15 octobre 1906    |                             |                                | 228 m    |             |           | 49° 15′ 58″ N, 5° 54′ 50″ E | 54   |       | |
| Mancieulles Bettainvillers    | Gare         | 220 : 336,7                              | 15 octobre 1906    |                             |                                | 249 m    | 87 192 78-1 | MC        | 49° 17′ 08″ N, 5° 53′ 44″ E | 54   |       | |
| Tucquegnieux                  | Halte        | 220 : 340,1                              | 15 octobre 1906    |                             |                                | 276 m    | 87 192 79-9 | TUC       | 49° 18′ 49″ N, 5° 54′ 16″ E | 54   |       | |
| Sancy                         | Halte        | 220 : 344,0                              | 15 octobre 1906    |                             |                                | 308 m    |             |           | 49° 20′ 36″ N, 5° 54′ 46″ E | 54   |       | |
| Serrouville                   | Halte        | 220 : 353,2                              | 1er décembre 1907, |                             |                                | 358 m    |             |           | 49° 23′ 50″ N, 5° 53′ 02″ E | 54   |       | |
| Tiercelet Villers-la-Montagne | Gare         | 220 : 362,6                              | 1er décembre 1907, |                             |                                | 403 m    | 87194654    | TIE       | 49° 27′ 33″ N, 5° 52′ 27″ E | 54   |       | |